# Cimex
Cimex es un género de insectos de la familia Cimicidae, al cual pertenecen las chinches de cama.

## Taxonomía
Según Catalogue of Life, a fecha de 2024 hay 26 especies clasificadas en este género:
- Cimex adjunctus Barber 1939
- Cimex angkorae Klein 1969
- Cimex antennatus Usinger & Ueshima 1965
- Cimex brevis Usinger & Ueshima 1965
- Cimex burmanus Usinger 1966
- Cimex cavernicola Usinger 1966
- Cimex columbarius Jenyns 1839
- Cimex dissimilis (Horváth 1910)
- Cimex emarginatus Simov, Ivanova & Schunger 2006
- Cimex flavifusca Wendt 1939
- Cimex hemipterus (Fabricius 1803)
- Cimex himalayanus Bhat 1974
- Cimex hirundinis Lamarck 1816
- Cimex incrassatus Usinger & Ueshima 1965
- Cimex insuetus Ueshima 1968
- Cimex japonicus Usinger 1966
- Cimex latipennis Usinger & Ueshima 1965
- Cimex lectularius Linnaeus 1758
- Cimex montandoni (Péricart 1972)
- Cimex pilosellus (Horvath 1910)
- Cimex pipistrelli Jenyns 1839
- Cimex pulveratus Hornok in Hornok et al. 2018
- Cimex serratus Ueshima 1968
- Cimex stadleri Horváth 1935
- Cimex usingeri Bhat, Sreenivasan & Ilkal 1973
- Cimex vicarius (Horváth 1912)